# Jeff Miller
Pour les articles homonymes, voir Jeff Miller (homme politique) et Miller.
 Jeffrey (Jeff) Scott Miller, né le 4 juillet 1962 à Prescott (Arizona, États-Unis d'Amérique), est un joueur de rugby à XV qui a joué avec l'équipe d'Australie au poste de troisième ligne aile.

## Carrière
Il a effectué son premier test match contre l'équipe de Nouvelle-Zélande  le 23 août 1986 et le dernier contre l'équipe d'Irlande, le 20 octobre 1991.
Il a disputé quatre matchs de la coupe du monde de 1987.
Après sa carrière de joueur il est devenu successivement entraîneur adjoint de l'équipe d'Australie (1998-1999), directeur exécutif de la Queensland Rugby Union et entraîneur des Queensland Reds.

## Palmarès
- Sélections avec l'Australie : 26
- Sélections par année : 2 en 1986, 7 en 1987, 7 en 1988, 4 en 1989, 2 en 1990, 4 en 1991